# Saint-Julien, Rhône
Saint-Julien je naselje in občina v francoskem departmaju Rhône regije Rona-Alpe. Leta 2012 je naselje imelo 821 prebivalcev.

## Geografija
Kraj leži v pokrajini Beaujolais ob rečici Marverand, 40 km severno od Lyona.

## Uprava
Občina Saint-Julien skupaj s sosednjimi občinami Arnas, Blacé, Denicé, Gleizé, Lacenas, Limas, Montmelas-Saint-Sorlin, Le Perréon, Rivolet, Saint-Cyr-le-Chatoux, Saint-Étienne-des-Oullières, Saint-Georges-de-Reneins, Salles-Arbuissonnas-en-Beaujolais in Vaux-en-Beaujolais sestavlja kanton Gleizé; slednji se nahaja v okrožju Villefranche-sur-Saône.

## Zanimivosti
- cerkev sv. Julijana iz 19. stoletja,
- rojstna hiša muzej Clauda Bernarda.

## Osebnosti
- Claude Bernard, francoski zdravnik fiziolog in akademik (1813-1878);